# Židé v Norsku

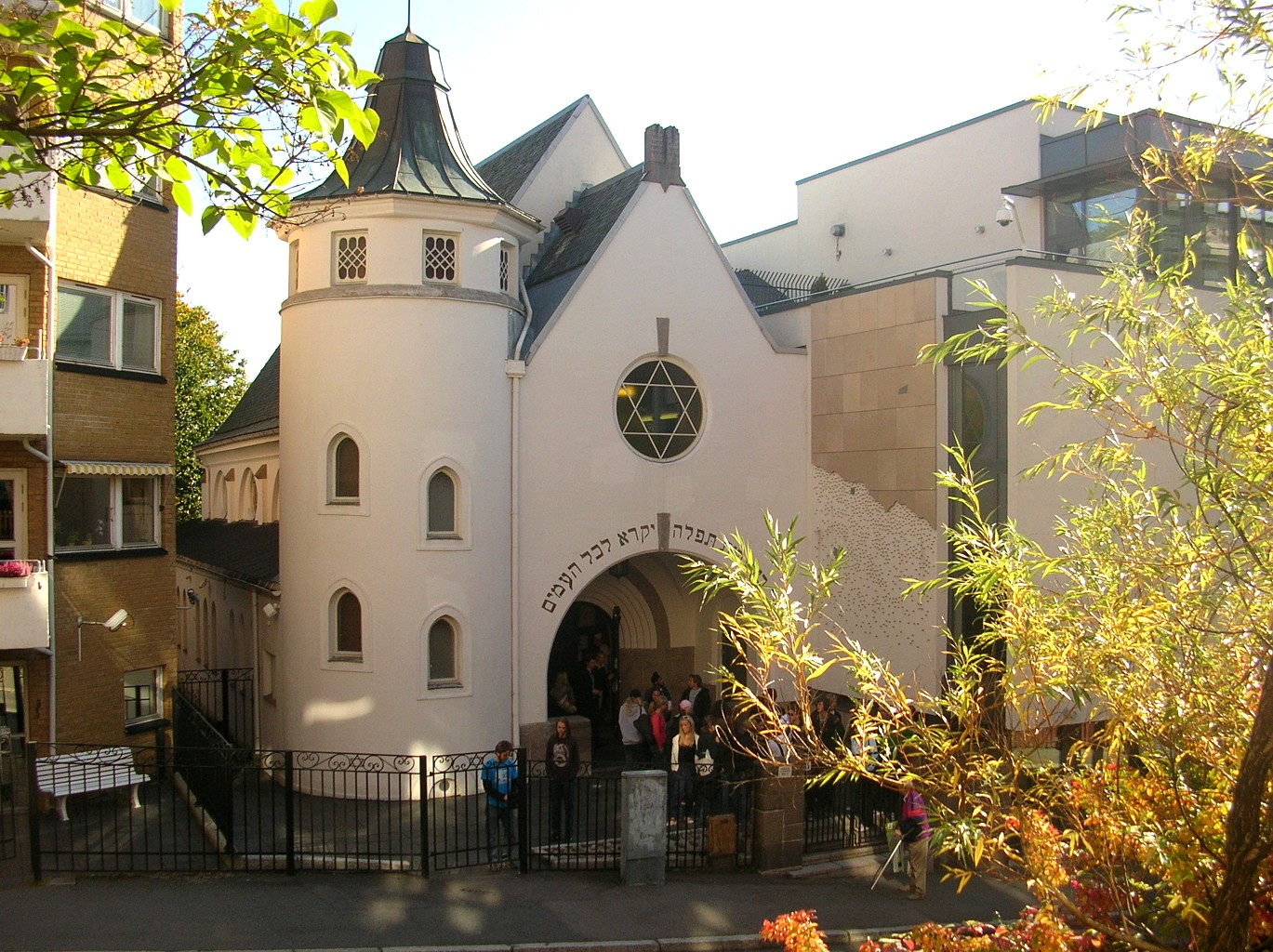
Synagoga v Oslu

Židé v Norsku jsou jednou z nejmenších etnických a náboženských minorit v Norsku. V Norsku žije přibližně 1400 Židů, z nichž 900 jich žije v Oslu. Malá židovská komunita se nachází v Trondheimu a ostatní Židé žijí po celém Norsku.

## Historie a současnost

### První Židé v Norsku 19. století
První norská ústava (Grunnloven – 1814) Židům (a Jesuitům) zakazovala vstup do země. Dotyčný paragraf byl zrušen v roce 1851 (Jesuitům byl však vstup umožněn až změnou ústavy v roce 1956). V novější době přišlo do Norska nejvíce Židů ze Střední a Východní Evropy, a to v druhé polovině 19. století.

### Druhá světová válka
Před německou okupací, která započala 9. dubna 1940, žilo v Norsku přibližně 1800 Židů. Asi 770 jich bylo za 2. světové války odvlečeno do Osvětimi, z nichž pouze 34 lidí přežilo. Přibližně 1000 lidí se podařilo na dobu války prchnout do neutrálního Švédska.

### Situace po druhé světové válce
Po 2. světové válce tak v Norsku zůstalo pouze cca 800 Židů. Důsledkem antisemitismu především v Polsku v roce 1967 se nicméně počet Židů opět zvýšil na současných cca 1400.

## Nejsevernější synagoga
Největší synagoga se nachází v Oslu a nejmenší synagoga v Trondheimu (63°25' s.š.), která se uvádí jako nejseverněji položená synagoga na světě.